# Соппитт, Генри Томас
Генри Томас Соппитт (англ. Henry Thomas Soppitt; 21 июня 1858, Брадфорд — 1 апреля 1899, Галифакс) — английский миколог, ботаник со специализацией по заболеваниям растений, ранее овощевод (перешёл в область науки из сельского хозяйства).
Занимался, главным образом, исследованием ржавчинного гриба Puccinia bistortae, стал первым учёным, продемонстрировавшим гетероциклический жизненный цикл у вида Puccinia. Тесно сотрудничал с Чарльзом Кросслендом, Джеймсом Нидхэмом и Джорджем Масси.
Соппитт был активен в сообществе натуралистов-любителей графства Йоркшир, стал одним из основателей Британского микологического общества. 
Умер от воспаления лёгких.
Безвременная смерть Соппитта послужила консолидации йоркширского сообщества натуралистов в сложный для него период стремительной профессионализации исследований природы. Коллега Соппитта Чарльз Кроссленд выпустил мемориальную брошюру о нём. В честь Соппитта был назван род грибов Soppittiella Massee (1892), в современной таксономии Sebacina, и несколько видов, в том числе Dasyscypha soppittii и Lachnum soppittii.